# Ascidia achimotae
Ascidia achimotae is een zakpijpensoort uit de familie van de Ascidiidae. De wetenschappelijke naam van de soort is voor het eerst geldig gepubliceerd in 1953 door Millar.